# Melanthera micrantha
Melanthera micrantha là một loài thực vật có hoa trong họ Cúc. Loài này được (Nutt.) W.L.Wagner & H.Rob. mô tả khoa học đầu tiên.